# 中野悟朗
中野 悟朗（なかの ごろう、1988年12月29日 - ）は、日本のキーボーディスト、作曲家、編曲家。北海道幌泉郡えりも町出身。

## 概要
10代前半から作曲を始め、シンガーソングライターとして自身の楽曲、アーティストの編曲を開始。吹奏楽、アカペラグループの経験を生かし、生楽器系、アカデミック・アレンジを得意とする。奏者としても活動しているため、アーティストやライブ想定をした楽曲制作に定評がある。2019年より『SingerSongDrivers』のメンバーとしても、楽曲制作、ライブなど精力的に活動。

## ディスコグラフィ
|     | 発売日       | タイトル              | 収録曲                                                                                          | 規格 | 配信   |
| --- | ------------ | --------------------- | ----------------------------------------------------------------------------------------------- | ---- | ------ |
| 1st | 2017年5月6日 | unlimitation junction | 1. intention 2. say goodbye 3. 3.happy 4. ジプシー 5. need 6. 東京 7. 夢の待ち合わせ 8. landder | CD   | iTunes |

## 提供楽曲
- 劇団EXILE　青柳翔
  - 「そんなんじゃない」（2017年06月）（作曲／春川仁志、前迫潤哉と共作編曲）

- 青春高校3年C組
  - 青春高校のテーマ（編曲）

- KIMIKA
  - 「With you」（2020年）
    - 1.Feel Something（作編曲）
    - 4.Walk with you（作編曲）

- ウェイウェイ・ウー
  - 「贈りたい人へMusic from my Heart」（2020年5月27日）
    - 3.新世界より（編曲）
    - 6.木蘭の涙（編曲）
    - 7.Time to say goodbye（編曲）
    - 8.上を向いて歩こう（編曲）

- 下地正晃
  - 「島んちゅとないちゃーの恋物語」（2020年7月5日）
    - 2.DIETER（編曲）
    - 3.歩道橋の上で逢いましょう（編曲）

- 内田もあ（2020年7月11日）
  - 1.いつだって世界はそこにある（編曲）
  - 2.ハッピーサワー（編曲）

- 細川正俊(つれづれぐさ)（2022年7月2日）
  - Connect with...（共作・編曲）

- MOAMi（2023年1月1日）
  - 4.ラブラドライト（編曲）

- 松永一哉（2023年2月7日）
  - 1.君の目に映る僕は（共作）
- 廣瀬友祐（2023年6月30日）
  - 「refresH」
    - 1.The Monster（共作・編曲）
    - 2.花鳥風月オーバードライブ（共編曲）
    - 3.大人I LOVE ME（共作・共編曲）
    - 5.sweetie in da house（共作・共編曲）
    - 6.夜のファンファーレ（共作・共編曲）
    - 9.Beautiful World（共作・共編曲、Hband名義）
    - 10.Ending ～ refresH ～（共作・編曲）

- NMB48
  - 「天使のユートピア」公演（2024年）
    - 美しく激しく咲く（Carlos K.と共編曲）
    - HOME～ずっと友達～（編曲）
- 廣瀬友祐（2024年10月・11月）
  - 真夏のレクイエム（共作・Hband名義、共編曲）
  - ニセモノ（共作・Hband名義、共編曲）
  - ルナ（共作・Hband名義、共編曲）

- RizziE (ukkaのユニット)
  - 「R・I・Z・Z」（2025年05月28日）（作曲(共作)、編曲）

- WarpiE (ukkaのユニット)
  - 「I my perfect」（2025年06月25日）（作曲(共作)、編曲）

- MystiE (ukkaのユニット)
  - 「Candy rock Girl」（2025年07月09日）（作曲(共作)、編曲）

## CM曲
- 2019年6月TVCM　バンダイ
  - 「ころがスイッチ」（歌唱、編曲）公式サイト